# بيلي ويلسون
بيلي ويلسون (بالإنجليزية: Billy Wilson)‏ (10 يوليو 1946 المملكة المتحدة - 22 فبراير 2018) هو لاعب كرة قدم بريطاني.